# Batmobile (band)
Batmobile is een band uit Breda en Rotterdam die psychobilly speelt. Psychobilly is een mix van rockabilly en punk.

## Geschiedenis
Batmobile wordt in 1983 opgericht. Jeroen Haamers (zang/gitaar), Johnny Zuidhof (drums) en Eric Haamers (contrabas) besluiten na enkele maanden nummers coveren van Elvis Presley, Johnny Burnette en Gene Vincent eigen nummers te gaan schrijven. In 1985 wordt het eerste Batmobile album uitgebracht, wat leidde tot aanzienlijke (inter)nationale erkenning.

### Tournees
De tweede helft van de jaren tachtig en de eerste helft van de jaren negentig staan in het teken van tournees door West-Duitsland, Frankrijk, Japan, Spanje, Zwitserland, Oostenrijk en Engeland. De band is headliner op talloze internationale festivals, waaronder vele malen in de tempel van de neobilly, The KlubFoot in Londen.

### Muzieksoort
In 1997 neemt de band officieus afstand van de term psychobilly en introduceert een meer bij Batmobile passend genre genaamd ‘B-music’. Zoals in een B-film representeert B-muziek B-muzikanten, melige grappen, horror, naakte vrouwen en het hebben van de tijd van je leven. Niet veel anders dan psychobilly dus. De laatste helft van de jaren 90 wordt veel opgetreden in het kader van hun Jukebox Tour. Het idee achter deze tour is dat het publiek bepaalt wat de band speelt. Het eerste optreden in New York wordt op video vastgelegd en is het laatste optreden voor een 3 jaar durende pauze.

### Albums
In 2001 verschijnt op het Japans label Downer Records ‘A Tribute To Batmobile’, zoals de titel aangeeft een ode aan Batmobile door bands uit onder meer Duitsland, Rusland, Brazilië, Japan, Australië, Zweden, Hongarije, Spanje, de Verenigde Staten en Nederland. Batmobiles eigen bijdrage aan de plaat heet Baby Go Back Home. In 2004 verschijnt deel 2 van een de 'Tribute-serie', met als bijdrage een nieuw Batmobilenummer: Deep Down. in de periode 2005-2007 heeft de band bijdragen op diverse compilatiealbums. In 2008 verschijnt een niet eerder uitgebracht concert van Batmobile in the Londense KlubFoot uit 1986. Dit album wordt uitgegeven door het Britse label Anagram.  In 2017 verschijnt na 20 jaar weer een compleet nieuw album Brand New Blisters op Butler records. Sindsdien brengt Batmobile jaarlijks releases uit op Record Store Day en via Butler Records/Music on Vinyl.

### Hernieuwde tournees
In 2003 doet de band een eenmalig optreden in Duitsland, hetgeen dermate goed bevalt dat vanaf 2004 Batmobile weer live in actie te zien is. Sindsdien speelt de band in Nederland, Japan, Zweden, Finland, Frankrijk, België, Duitsland, Rusland, Spanje, Brazilië en Amerika. Tevens treedt Batmobile een aantal keer op met de blazers van Bosco, hetgeen resulteert in de releases onder de naam 'Big Bat'.

## Discografie
- 1985: Batmobile (Kix4U/Rockhouse)
- 1987: Bambooland (Count Orlok)
- 1988: Bail's set at $ 6.000.000 (Nervous Records)
- 1988: Buried alive (Count Orlok)
- 1989: Amazons from outer space (Count Orlok)
- 1990: Batmobile is dynamite (Count Orlok)
- 1991: Sex starved (Count Orlok)
- 1991: Batmobile in Japan 1991 (Count Orlok)
- 1992: Hard Hammer hits (Count Orlok)
- 1992: Midnight Maniac (Count Orlok)
- 1993: Blast from the past, the worst and the best (Count Orlok)
- 1995: Shake your pagoda's, drop your kimonos, Batmobile strikes again (Count Orlok)
- 1996: Bambooland-live (Count Orlok Music 7 inch)
- 1997: Welcome to planet cheese (Count Orlok)
- 2001: Various Artists: A Tribute to Batmobile (Downer Records)
- 2004: Various Artists: A Tribute to Batmobile II (Downer Records)
- 2008: Batmobile live at the KlubFoot 1986 - 'The Clarendon Ballroom Blitz' (Anagram/Cherry Red)
- 2008: Cross Contamination (Suburban/People Like You)
- 2011: Wow! (Doublelegs; 7 inch)
- 2015: First Demotapes (Migrane Records, 7 inch)
- 2016: Hurt (Earthquake Files, 7 inch)
- 2016: Spitting and Screaming On Stage (Live DVD)
- 2017: Brand New Blisters (Butler Records)
- 2017: BatmoManiacs Acoustic (Music on Vinyl, RSD 7 inch)
- 2018: Teenage Lobotomy/Frankie Got a Quiff (Music on Vinyl, RSD 7 inch)
- 2019: The 1987 Demos (Music on vinyl; RSD 7 inch)
- 2019: Bail was Set at $6.000.000, 30th anniversary remaster (Music on Vinyl)
- 2020: Big Bat A-Go-Go (Music on Vinyl, RSD 7 inch)
- 2020: Big Bat (Music on Vinyl, 10 inch, 6 tracks)
- 2023: Brace for Impact

### Diverse compilaties
- Psycho attack over Europe 1 & 2
- Stomping at the Klubfoot 3&4
- DVD Stomping at the Klubfoot
- A Fistful of pussies
- Rock ‘n Horreur
- AMP-Magazine vol 5 Psychobilly
- Go Cat Go ; A Psychobilly Tribute to The Stray Cats